# Fred E. Wright
Fred E. Wright (Dover, 8 marzo 1871 – Los Angeles, 5 agosto 1936) è stato un regista inglese del cinema muto.

## Biografia
Nato in Inghilterra, a Dover, nel 1871, lavorò come regista negli Stati Uniti dirigendo circa una cinquantina di film, girati tutti negli anni dieci. Il suo nome appare anche in cinque pellicole come sceneggiatore e in una, Love Insurance del 1919, come attore.
Morì a Los Angeles il 5 agosto 1936 all'età di 65 anni.

## Filmografia

### Regista
- The Clutch of Conscience (1913)
- Innocence (1913)
- The Escape (1913)
- The Sheriff's Reward (1913)
- The Engineer's Daughter (1913)
- The Italian Bride (1913)
- The Crooked Bankers (1913)
- Puttin' It Over on Papa (1913)
- A Redskin's Mercy
- What the Good Book Taught
- The Governor's Double
- The Outlaw's Love
- The Trapper's Mistake (1913)
- The Missionary's Triumph
- The Miner's Destiny - cortometraggio (1913)
- The Call of the Blood (1913)
- The Price of Jealousy (1913)
- The Accidental Shot
- Her Brave Rescuer
- The Blind Gypsy
- Lillie's Nightmare
- The Depth of Hate
- Race Memories
- A Break for Freedom
- An Indian Don Juan
- Down Lone Gap Way
- Where the Heart Calls - cortometraggio (1914)
- The Bond of Love (1914)
- Graustark (1915)
- The White Sister (1915)
- The Whirlpool - cortometraggio (1915)
- In the Palace of the King (1915)
- The Second Son - cortometraggio (1915)
- Captain Jinks of the Horse Marines (1916)
- The Little Shepherd of Bargain Row (1916)
- Power - cortometraggio (1916)
- The War Bride of Plumville - cortometraggio (1916)
- The Prince of Graustark (1916)
- The Breaker (1916)
- The Trufflers (1917)
- Be My Best Man - cortometraggio (1917)
- The Man Who Was Afraid  (1917)
- Star Dust (1917)
- The Fable of Prince Fortunatus, Who Moved Away from Easy Street, and Silas, the Saver, Who Moved In - cortometraggio (1917)
- The Fibbers (1917)
- The Kill-Joy (1917)
- The Mysterious Client
- For Sale